# Edward Somerset

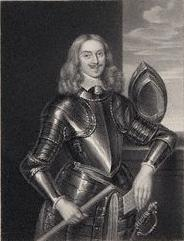
Edward Somerset

Edward Somerset (1601-1667) fue un aristócrata inglés, quien probablemente nació en Londres.
En la guerra civil inglesa fue un cavalier. 
- 1642: fue nombrado general del Sur de Galés
- 1644: se le hizo conde de Glamorgan
- 1645: fue enviado a Irlanda para dirigir las tropas del Rey durante las Guerras Confederadas donde fue encarcelado durante un corto tiempo por orden de Carlos I.
- 1646: sucedió a su padre
- 1648: fue exiliado a Francia.
- 1652: se atrevió a volver a Inglaterra y fue encarcelado en una torre
- 1654: fue puesto en libertad bajo fianza y recuperó parte de las inmensas propiedades que poseía durante el proceso de la Restauración.

A Somerset le interesaba la mecánica y estuvo involucrado en el estudio de la máquina de vapor.
Esta persona tal vez puede ser considerada como el inventor de una de las maravillas que revolucionó el mundo moderno y con la cual le dio inicio a la primera revolución industrial. Aunque se cree que fue James Watt el inventor de la máquina de vapor, solo fue el que perfeccionó este mecanismo. Previamente, el inventor navarro Jerónimo de Ayanz y Beaumont había patentado varios ingenios, movidos por la fuerza del vapor de agua, que se conservan en el Archivo General de Simancas (Valladolid). En la segunda semana de agosto de 1601, una embarcación impulsada por un primitivo motor de vapor, por él inventado, fue botada y navegó unos metros en el río Pisuerga, en Valladolid, ante el rey Felipe III y su corte.